# Edgar du Perron
Edgar du Perron (Meester Cornelis, actualment Djatinegara, Java, 1899 — Bergen, Països Baixos, 1940) va ser un escriptor holandès que va escriure també amb el pseudònim Duco Perkens. Va treballar de periodista a París i a Holanda i fundà la revista “Forum” (1932-35) juntament amb Menno Ter Braak. La seva obra és de caràcter liberal i cosmopolita. Escrigué Het land van herkomst, “El país del retorn” (1935) i De man van Lebak, ‘L'home de Lebak’ (1937), una biografia de Douwes Dekker.